# Piet van Reenen
Piet van Reenen (Utrecht, 17 de enero de 1909-8 de junio de 1969) fue un futbolista neerlandés que jugaba en la posición de delantero y se destacó en los años 30. Posee el récord de máximo goleador de la historia del Ajax Ámsterdam con 278 goles.

## Trayectoria

### UVV Utrecht
van Reenen comenzó su carrera futbolística en el UVV Utrecht, donde hizo 30 goles en 37 partidos. Su debut con el UVV tuvo lugar el 3 de octubre de 1926 cuando tenía 17 años en el segundo partido de la temporada en el partido a domicilio ante el FC Hilversum fue reemplazado en la segunda parte por el delantero centro Kan. El resto de la temporada jugó todo los juegos. van Reenen marcó sus primeros goles el 17 de octubre de 1926. En el partido de visitante ganó 2-0 al V.O.C.s e hizo 2 goles, marcó el gol a los 22 minutos y fue el primero de una racha interminable.

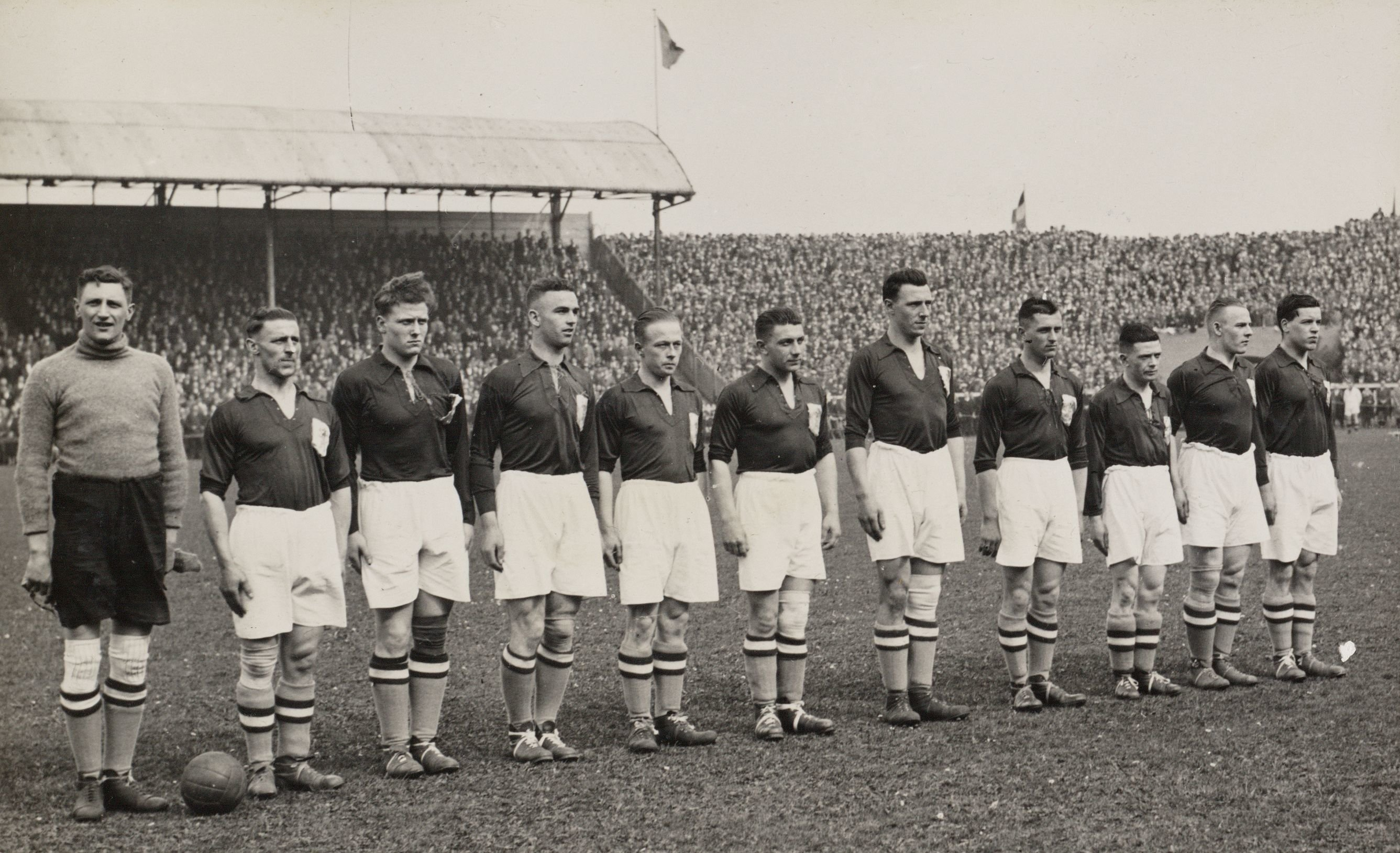
van Reenen en un partido con la selección de fútbol de los Países Bajos que disputaba contra la selección de fútbol de Bélgica (1933).

En su segunda temporada, van Reenen fue como muchos jugadores jóvenes con un cheque, fue seleccionado siete veces y solo hizo 1 gol. Los primeros cuatro partidos estuvo todavía en la base pero luego sólo se le utilizó esporádicamente. En su tercera y última temporada con UVV, van Reenen trotó ocasionalmente lesionado. El UVV estuvo casi toda la temporada baja y finalmente descendió. A pesar de que el equipo tenía un mal rendimiento y con composiciones en constante cambio, van Reenen aún logró en el campo 10 goles en 13 partidos. También en su paso por el UVV, van Reenen, tuvo tres apariciones con 1 gol contra el Ajax Ámsterdam. Aparentemente impresionó lo suficiente como para poder fichar por el Ajax en 1929 después del descenso de su equipo anterior.

### Ajax Ámsterdam
En el Ajax jugó desde el 15 de septiembre de 1929 (debut contra FC Dordrecht) hasta el 18 de octubre de 1942 (contra Blauw-Wit Ámsterdam).
En 1932 marcó 7 goles en un partido contra BV Veendam, que es el récord interno del Ajax hasta el día de hoy.
En Ámsterdam, Piet tuvo una de las etapas más prolíficas de un jugador en la historia del fútbol. Para hacerse una idea, de 1930 a 1938 tuvo una media de más de un gol por partido, llegando al absurdo de marcar 41 goles en 24 partidos, con una media de 1,7 goles por partido, en la temporada 31/32.
van Reenen es el primer jugador neerlandés que rompió la barrera de los 300 goles en liga al más alto nivel.

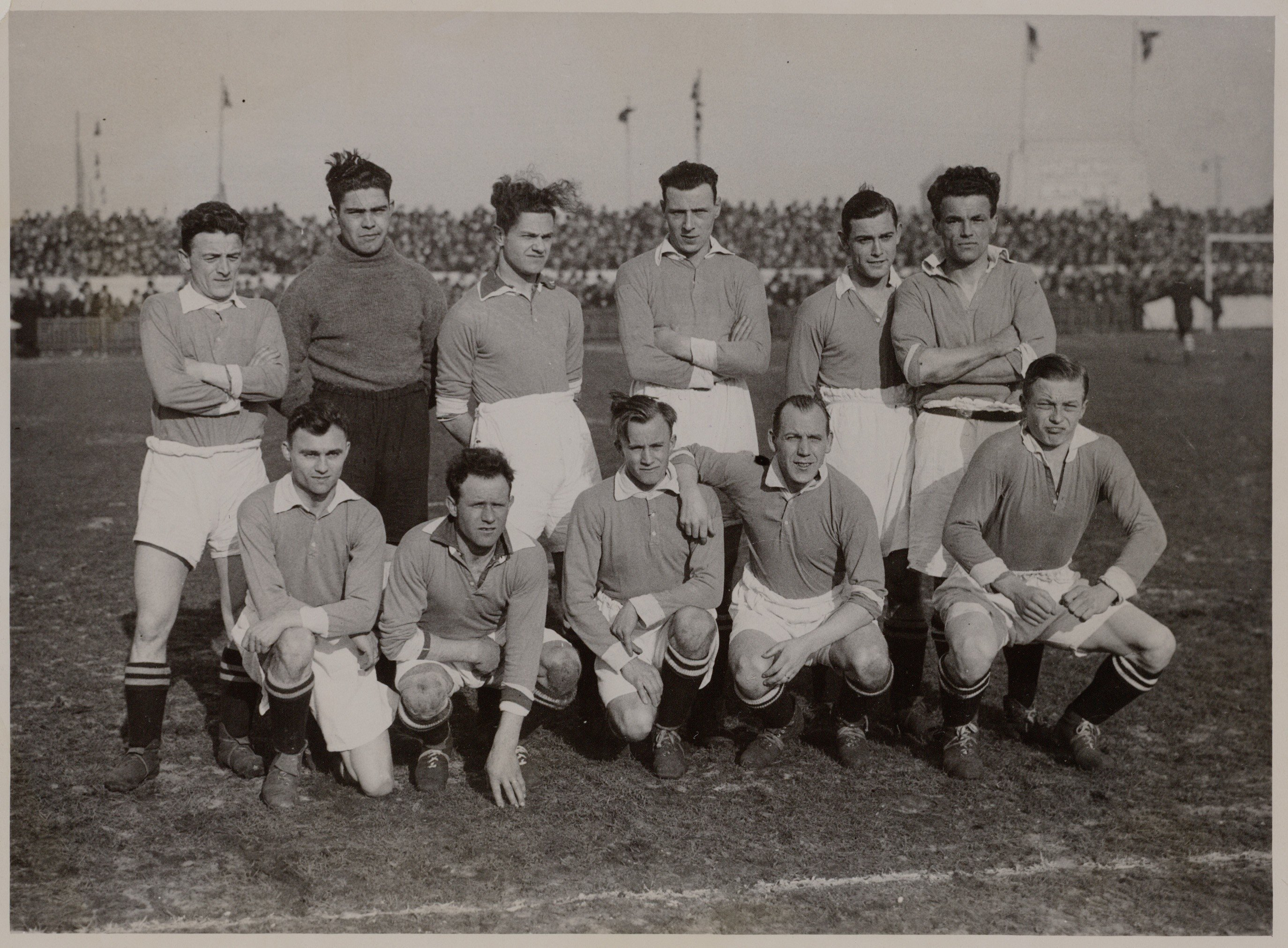
van Reenen (sentado en la punta a la derecha) con el Ajax Ámsterdam. (1930)

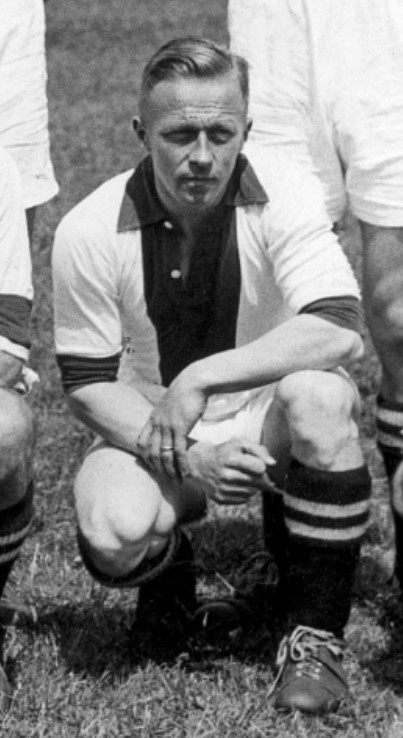
Con el Ajax Ámsterdam en 1939.

Decidió ponerle fin a su carrera a los 33 años después de más de 15 años como profesional.
Posee el récord de máximo goleador de toda la historia del Ajax Ámsterdam con 278 goles, superando a los fenómenos del fútbol mundial, como por ejemplo: Johan Cruyff (205) y Marco van Basten (152).

### Selección de fútbol de los Países Bajos
van Reenen disputó dos partidos con la selección de fútbol de los Países Bajos sin marcar goles.

## Estadísticas
| Club           | Temporada | Liga     | Liga  | Play-Offs | Play-Offs | Dutch Cup | Dutch Cup | UEFA Liga | UEFA Liga | Total    | Total |
| Club           | Temporada | Partidos | Goles | Partidos  | Goles     | Partidos  | Goles     | Partidos  | Goles     | Partidos | Goles |
| -------------- | --------- | -------- | ----- | --------- | --------- | --------- | --------- | --------- | --------- | -------- | ----- |
| Ajax Ámsterdam | 1929–30   | 18       | 21    | 8         | 9         | 1         | 0         | –         | –         | 27       | 30    |
| Ajax Ámsterdam | 1930–31   | 15       | 22    | 8         | 12        | 0         | 0         | –         | –         | 23       | 34    |
| Ajax Ámsterdam | 1931–32   | 17       | 27    | 7         | 14        | 0         | 0         | –         | –         | 24       | 41    |
| Ajax Ámsterdam | 1932–33   | 18       | 24    | 0         | 0         | 0         | 0         | –         | –         | 18       | 24    |
| Ajax Ámsterdam | 1933–34   | 10       | 16    | 10        | 12        | 0         | 0         | –         | –         | 20       | 28    |
| Ajax Ámsterdam | 1934–35   | 18       | 21    | 6         | 3         | 0         | 0         | –         | –         | 24       | 24    |
| Ajax Ámsterdam | 1935–36   | 16       | 22    | 6         | 3         | 1         | 0         | –         | –         | 23       | 25    |
| Ajax Ámsterdam | 1936–37   | 17       | 22    | 8         | 8         | 0         | 0         | –         | –         | 25       | 30    |
| Ajax Ámsterdam | 1937–38   | 14       | 16    | 0         | 0         | 0         | 0         | –         | –         | 14       | 16    |
| Ajax Ámsterdam | 1938–39   | 15       | 10    | 8         | 3         | 0         | 0         | –         | –         | 23       | 13    |
| Ajax Ámsterdam | 1939–40   | 10       | 8     | 0         | 0         | 0         | 0         | –         | –         | 10       | 8     |
| Ajax Ámsterdam | 1941–42   | 6        | 4     | 0         | 0         | 0         | 0         | –         | –         | 6        | 4     |
| Ajax Ámsterdam | 1942–43   | 3        | 1     | 0         | 0         | 0         | 0         | –         | –         | 3        | 1     |
| Ajax Ámsterdam | Total     | 177      | 214   | 61        | 64        | 2         | 0         | –         | –         | 240      | 278   |

| 1929-1930 |      |                    |                                  |         |         |     |  |
| 1.        | 110. | 8 de junio de 1930 | Albert Flórián Stadion, Budapest | Hungría | Holanda | 6-2 |  |
| 1932-1933 |      |                    |                                  |         |         |     |  |
| 2.        | 124. | 9 de abril de 1933 | Bosuilstadion, Amberes           | Bélgica | Holanda | 1-3 |  |

## Clubes
| Club           | País         | Año         | Partidos | Goles |
| -------------- | ------------ | ----------- | -------- | ----- |
| UVV Utrecht    | Países Bajos | 1926 - 1929 | 37       | 30    |
| Ajax Ámsterdam | Países Bajos | 1929 - 1943 | 240      | 283   |

## Palmarés
| Título                   | Club           | País         | Año     |
| ------------------------ | -------------- | ------------ | ------- |
| Eredivisie               | Ajax Ámsterdam | Países Bajos | 1930-31 |
| Eredivisie               | Ajax Ámsterdam | Países Bajos | 1931-32 |
| Eredivisie               | Ajax Ámsterdam | Países Bajos | 1933-34 |
| Eredivisie               | Ajax Ámsterdam | Países Bajos | 1936-37 |
| Eredivisie               | Ajax Ámsterdam | Países Bajos | 1938-39 |
| Copa de los Países Bajos | Ajax Ámsterdam | Países Bajos | 1943    |